# 麺屋武蔵
麺屋武蔵（めんやむさし）は、日本のラーメンチェーン店。東京都新宿区に総本店を構え、渋谷、上野、池袋、秋葉原、高田馬場など都心部を中心に、15店舗を展開する（2019年9月現在）。様々な企業や大学とのコラボレーション企画など新しい試みでも知られている。新型コロナウィルス流行以降は、急きょECサイトを立ち上げたが、企業向け商品の開発やライブコマースなどの企画に目を向けるきっかけになった。運営母体は東京都新宿区西新宿に本拠を置く株式会社麺屋武蔵。

## 概要
1996年の創業。アパレル出身の創業者山田雄（たけし）は、従来にないラーメン店を作りたいとの思いから1号店「麺屋武蔵」を東京青山に開業 。現在15店舗。「個を敬い繋を旨とする」を経営理念に「革新的で上質」を追求するとともに、数々の企業コラボレーションを始め、店内にジャズのBGMを流す空間演出や、期間限定麺の発売、券売機の導入などを行ってきた。ラーメン通の間では、1996年にオープンした「青葉」「くじら軒」とともに「96年組」と呼ばれることがある。山田雄は「ラーメンの基本的概念や在り方を変えた」と言われている。店舗は海外を除くと東京都内のみ。これを同社では「門外不出作戦」と呼んでいる。また広告もいっさい出さず、すべて取材と口コミだけに頼っている。2代目社長、矢都木二郎が就任して以降は「つけ麺」にも力を入れ、現在では全店でつけ麺の注文数がラーメンを抜いている。

### 海外展開
東京都内の15店舗のほか、台湾や中国、マレーシアなどのアジアからアメリカ、ウクライナ、ポーランドなど欧米諸国にも展開。

### 経営の特色

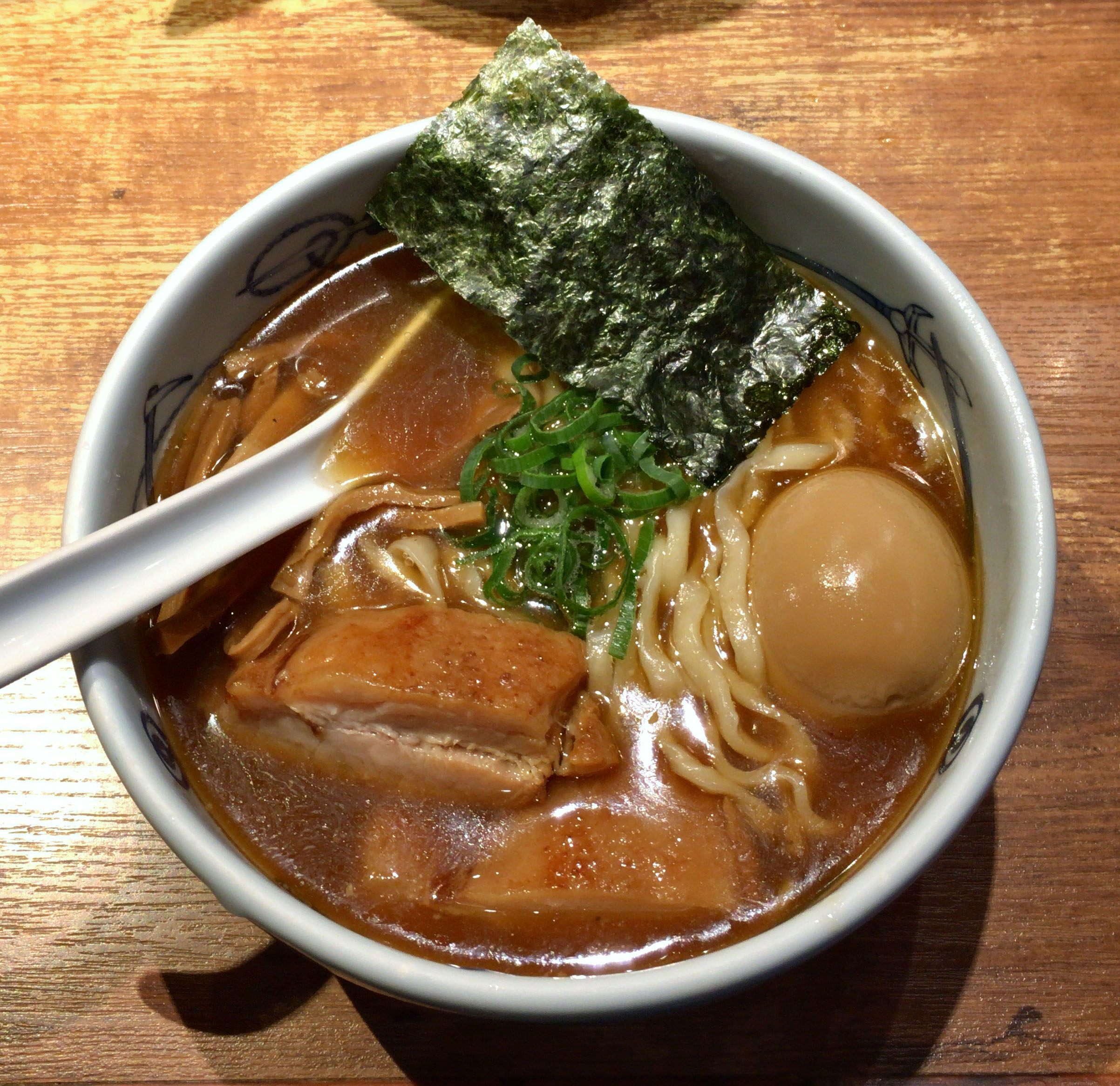
武蔵ら〜麺（創始 麺屋武蔵）

特に「麺屋武蔵 〇〇」というように、もうひとつの屋号を掲げる「ダブルブランド」店では店長にすべてが任される。社長は客数だけを見て減少傾向になった場合のみ改善を要求し、各店舗の店長に味や値決めまでを任せている。社員には味の前にクレンリネス（Cleanliness:衛生環境）を教育する。ラーメンの味付けは、動物系と魚介系の二刀流スープを特徴とするが、全店で味が違う。創業者が宮城県の石巻水産に依頼して作らせたものがベースになっており、かつお節、煮干し、サンマ干しなどの魚の乾物を使用している。業界では比較的高めの単価に設定し従業員の待遇改善につなげている。

## コラボレーション企画
麺屋武蔵では、複数の企業や大学とのコラボレーション企画を行っている。

### 企業とのコラボ
- 2009年2月 - バレンタインデー企画としてロッテ「ガーナチョコレート」とのコラボメニューが始まる。「味噌ガーナ」、「つけガーナ」などがあり、1.5枚分のチョコレートのほかにイチゴ、トマトなどがトッピングされたもので、その後も毎年継続されている[12]。
- 2010年1月20日 - サークルKが麺屋武蔵及びロッテと共同開発したチョコレートが入ったカップ麺『味噌ガーナ』を発売。麺屋武蔵で人気だった商品をもとに開発された商品で、全国6200店の「サークルK」と「サンクス」で298円で発売された[13]。
- 2012年4月5日 - アパグループとのコラボ商品「アパ社長ラーメン」が発売された[14]。
- 2015年10月19日 - カルビーフルグラ（フルーツグラノーラ）とのコラボメニューを新宿店、六本木店、秋葉原店の3店舗で各1日15食限定で発売した[15]。
- 2018年6月19日～ - 江崎グリコのアーモンドミルク「アーモンド効果」とコラボした「冷やしアーモンドミルクつけ麺」が「麺屋武蔵 武骨外伝」（渋谷）で限定発売された[16][17]。
- 2017年3月1日-14日 - 伊勢丹で購入できる食材を使った「伊勢丹醤油ら～麺」や、獺祭とコラボによる「獺祭酒煎りら～麺」が14日限定でキッチンステージで発売された[18]。
- 2017年8月1日-31日 - 三島食品とのコラボで、浜松町店にて「ゆかり冷やし中華」1日限定20食が発売された[19]。
- 2019年2月8日-14日 - ロッテとのコラボによるバレンタインデー向けのラーメン『亥ガーナ2019』を「麺屋武蔵 浜松町店」にて数量限定で販売した。ガーナミルクを約1枚使用し、亥年にちなみ猪肉と長ネギを使った猪鍋であった[20]。
- 2019年4月 - favyの米山健一郎の提案により「低温調理肉に合う究極のラーメン」が企画される。石巻金華山沖で獲れたミョウバン不使用の「生ウニ（キタムラサキウニ）」、無農薬・手摘みの「ベビーリーフ」などが使われた[21][22][23]。
- 2020年6月 - 日本薬科大学と、免疫バランスを整えるテイクアウト仕様の特製ラーメン『医療従事者応援　冷やし麺』を共同開発し、新型コロナウイルス軽症者の受け入れを行う施設関係者へ無償提供することを発表[24]。

### 日本薬科大学とのコラボ

#### 花粉症対策ラーメン
- 2018年3月9日-21日 - 「麺屋武蔵 虎嘯」（六本木）にて花粉の到来時期にあたる13日間限定で、同大学漢方研究部の学生と管理栄養士の棚橋伸子講師の監修による『華爽快ら〜麺』を数量限定で販売した。中医学の辛涼解表類に分類される、菊花、薄荷、豆豉等がトッピングされていた[25]。

#### インフルエンザ対策ラーメン
- 2019年1月26日-2月11日 - 同大学と共同開発し、「麺屋武蔵神山」（神田）にて発売された期間限定メニュー。竹炭麺、烏骨鶏、自家製ラー油（八角、高麗人参、肉桂、陳皮を使用）、薬味、トッピングにはチャーシュー、熟成ラム肉、海老団子、ニラなどが使用されていた[26]。

#### 熱中症対策 フローズン冷やし中華
- 2019年6月28日 - 日本薬科大学の漢方研究部の学生との「熱中症対策」フローズン冷やし中華。ハトムギ、ゴーヤ、ミョウガなど漢方で体にたまった熱を冷ますとされる食材を採用して試食会が6月28日に行われNHKで放映された[7][27]。

なお、この冷やし中華は、鳴見なるの漫画作品『ラーメン大好き小泉さん』にも描かれた。

#### 医療従事者応援 冷やし麺
- 2020年6月9日 - 免疫バランスを整えるテイクアウト仕様の特製ラーメン『医療従事者応援 冷やし麺』を共同開発し、新型コロナウイルス軽症者の受け入れを行う施設関係者へ無償提供することを発表。漢方研修部の学生と管理栄養士の資格を持つ棚橋伸子による監修で、スッポンや高麗人参を使用したジュレ状のスープや、急性感染症の清熱薬として処方される板藍根、免疫バランス調整に効果的があるとされるハトムギ、気の流れを良くするミョウガ、オオバを使用。厚切りの鶏チャーシューがトッピングされる。メニュー開発は、打ち合わせから完成試食会に至るまで、すべてオンライン会議システムを利用して進められた[24]

### ホヤラーメン
三陸産のホヤは7割を韓国に輸出していたが、東日本大震災の福島第一原発の事故で、韓国政府が水産物の輸入を禁止したことや日韓関係の悪化などのため需要は激減、販売価格も下落するなど苦境に立たされたが、国内需要の掘り起こしを図り、同社がホヤラーメンを開発、東京で試食会が催された。ホヤラーメンは、ホヤの殻で出汁をとり、ホヤ醤を乗せたもの。

## コロナ禍以降
2020年2月に売上げが2割減、3月に7割減まで落ち込み、4月に入って感染拡大が長引きそうだと考え、増収策の検討や資金繰りに奔走するとともに、生麺と具材、スープの「お土産ラーメンセット」の店頭販売を開始。続いて自社のWebサイトでの販売を始める。4月中旬にはデリバリーも開始。それが縁となり、4月末にはECサイト構築サービスの「BASE」を立ち上げる。「濃厚つけ麺3食セット」は、ゴールデンウイーク中に約400セットが完売。その後、ECサイト専用のラーメンを開発する。
また各店舗の独自メニューをベースとした、ラーメン以外のメニューによるデリバリーも開始し、2021年5月には吉祥寺「虎洞」がホットドッグのバーチャル店舗「タイガードッグ」をオープンしたのを皮切りに、同年には神田「神山」が蒲焼きチャーシューを用いた「ちゃあ重」のバーチャル店舗「蒲や」を、上野「武骨相傳」がプルドポークとタコライスを合わせた「プルドポークタコライス」の「Taco_Pull」をオープンするなど、「麺屋武蔵」の名前を使わない新業態の開発に力を入れている。

## 2代目社長 矢都木二郎
現在代表者を務める矢都木二郎は、子供時代から大のラーメン好きで、「麺屋武蔵」創業時は大学生で、坂戸にある「丸長」の"つけ麺"にはまり年間100日は通っていたほどであった。一旦は一般企業に就職したものの、独立を考え2001年2月、24歳で麺屋武蔵に入社。2003年には、上野に開店した「麺屋武蔵 武骨」の店長に就任。新宿総本店（現・創始 麺屋武蔵）店長を経て2013年、2代目社長に就任。著書『麺屋武蔵 ビジネス五輪書』（学研プラス）がある。

## 沿革
- 1996年5月14日
  - アパレルメーカーの経営者であった山田雄により、麺屋武蔵創業。
  - 青山に「麺屋武蔵青山（せいざん）」開店（2009年2月11日、神田に移転「麺屋武蔵神山(かんざん)」として再開）。
- 1998年5月15日 - 新宿に「麺屋武蔵総本店」開店。
- 2001年2月 - 現社長である矢都木二郎が入社[6]。
- 2002年9月1日 - 池袋に「麺屋武蔵二天」開店（2012年9月、池袋駅前に移転）。
- 2003年12月12日 - 御徒町に「麺屋武蔵武骨」開店。
- 2005年2月21日 - 吉祥寺に「麺屋武蔵虎洞」開店。
- 2006年12月4日 - 渋谷に「麺屋武蔵武骨外伝」開店。
- 2007年2月12日 - 高田馬場に「麺屋武蔵鷹虎」開店。
- 2007年7月17日 - 浅草に「麺屋武蔵江戸きん）」開店（2009年6月23日、秋葉原に移転、「麺屋武蔵武仁」として再開）。
- 2009年2月11日 - 神田に「麺屋武蔵神山（かんざん）」開店。
- 2009年6月23日 - 秋葉原に「麺屋武蔵武仁」開店。
- 2010年3月31日 - 秋葉原にて「麺屋武蔵巌虎」開店。
- 2011年6月4日 - 上野に「麺屋武蔵武骨相傳」開店。
- 2011年9月7日 - 六本木に「麺屋武蔵虎嘯」開店。
- 2012年9月3日 - 池袋駅前にて「麺屋武蔵二天」開店。
- 2013年
  - 7月27日 - 「お願い！ランキングGOLD ～第1回 ラーメン・つけ麺総選挙 2時間スペシャル～」（テレビ朝日）ラーメン部門3位、つけ麺部門1位[33][34]。
  - 8月13日 - 蒲田に「麺屋武蔵蒲田」開店。
  - 11月11日 - 矢都木二郎が2代目社長に就任[32]。
- 2014年4月13日 - 芝浦に「麺屋武蔵芝浦本巻(ほんかん)」開店。
- 2016年9月22日 - 浜松町にて「麺屋武蔵浜松町」開店。
- 2018年10月11日 - 西新宿にて「麺屋武蔵五輪洞」開店。
- 2019年10月17日 - 講談社の企画『第20回トウキョウラーメン・オブ・ザ・イヤー TRYラーメン大賞 2019-2020』にてTRY大賞・総合第5位を受賞[7]

[以上その他]

## メディア

### テレビ
- 2021年2月13日 - TBS『王様のブランチ』 - LOTTEとのコラボによるウーバーイーツ限定のチョコラーメン「”茶”ガーナ」の紹介[35]。

## 店舗
本社
- 東京都新宿区西新宿7−2−6 K-1ビル 1F

店舗
- 創始 麺屋武蔵
- 麺屋武蔵 二天（池袋）
- 麺屋武蔵 武骨（御徒町）
- 麺屋武蔵 虎洞（吉祥寺）
- 麺屋武蔵 武骨外伝(渋谷)
- 麺屋武蔵 鷹虎（高田馬場）
- 麺屋武蔵 神山（神田）
- 麺屋武蔵 武仁（秋葉原）
- 麺屋武蔵 巌虎（秋葉原）
- 麺屋武蔵 虎嘯（六本木）
- 麺屋武蔵 武骨相傳（上野）
- 麺屋武蔵 蒲田店(蒲田)
- 麺屋武蔵 芝浦店（田町）
- 麺屋武蔵 浜松町店（浜松町）
- 麺屋武蔵 五輪洞（西新宿）[36]

## ギャラリー

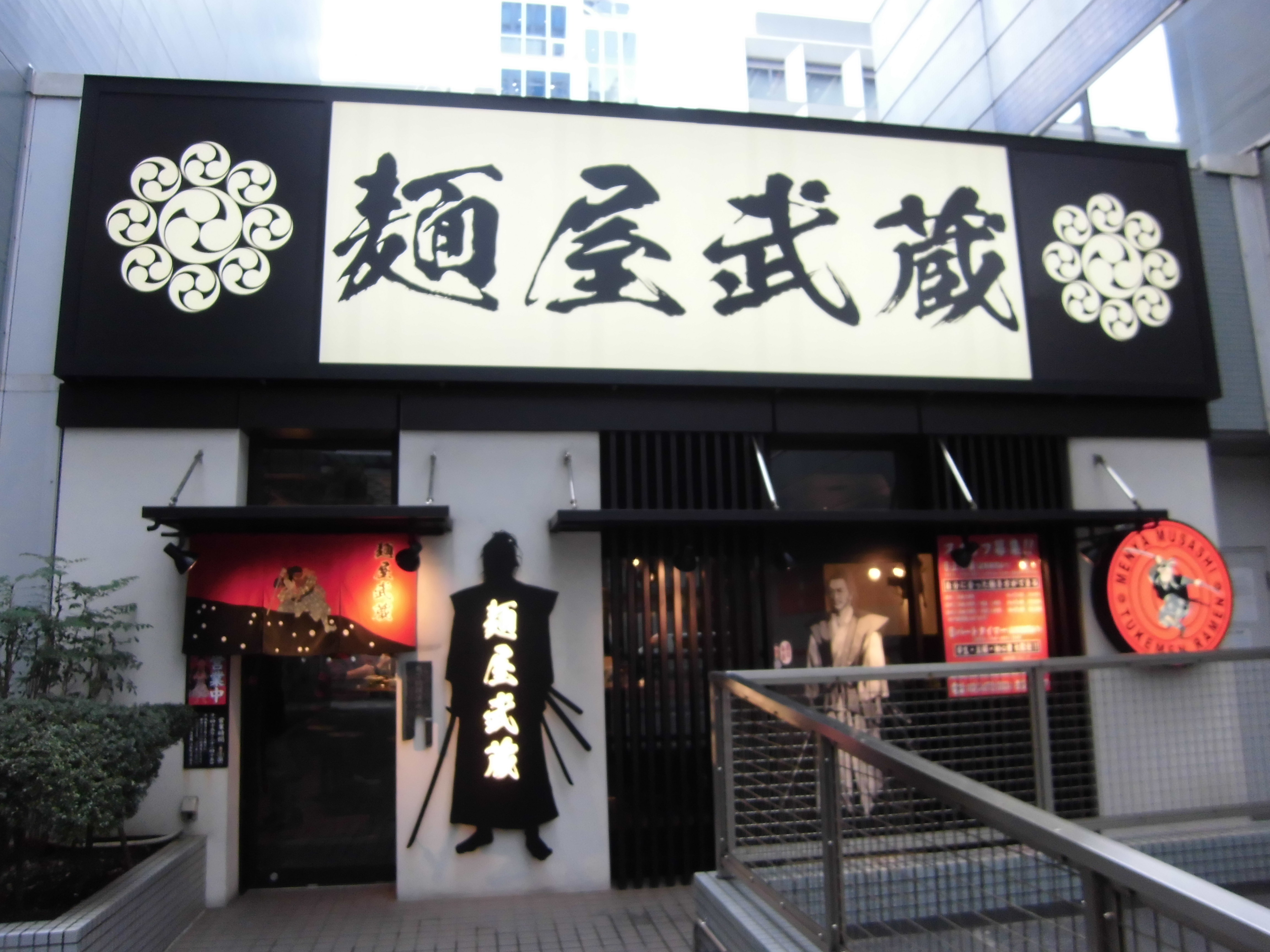
麺屋武蔵 浜松町店